# Jesse M. Donaldson
Pour les articles homonymes, voir Donaldson.
Jesse Monroe Donaldson, né le 17 août 1885 à Shelbyville (Illinois) et mort le 25 mars 1970 à Kansas City (Missouri), est un homme politique américain. Il est Postmaster General des États-Unis entre 1947 et 1953 dans l'administration du président Harry S. Truman.

## Source
- (en) Cet article est partiellement ou en totalité issu de l’article de Wikipédia en anglais intitulé « Jesse M. Donaldson » (voir la liste des auteurs).